# Тейково
Тейково (на руски: Тейково) e град в Русия, административен център на Тейковски район, Ивановска област. Населението на града към 1 януари 2018 е 32 511 души.

## География
Намира се до река Вязма, която е приток на Днепър, на около 35 km от административния областен център гр. Иваново.

## История
Тейково се споменава за първи път във връзка със селските бунтове от Смутното време през 17 век. Получава статут на град през 1918 г.

## Население
| година | брой   |
| ------ | ------ |
| 1975   | 42 800 |
| 2002   | 36 686 |
| 2005   | 36 000 |

## Икономика
Градът е исторически център на текстилната промишленост. Има също предприятия от шивашкото производство и машиностроенето.